# Antialkorán
Antialkorán (celý titul zní Antialkorán, to jest mocní a nepřemožení důvodové toho, že Alkorán turecký z ďábla pošel, a to původem ariánů a vědomým proti Duchu svatému rouháním) je náboženskopolemický spis Václava Budovce z Budova. Jeho první verze byla dokončena roku 1593, tehdy ovšem text neprošel cenzurou, autorovi se jej podařilo vydat až roku 1614. Novodobou edici vydala roku 1989 Noemi Rejchrtová.

## Struktura a obsah díla
Text je rozdělen do tří dílů: Larva tureckého náboženství, Odkrytí té larvy mahometské a Circulus et Horologium.

### 1. díl:Larva tureckého náboženství
V prvním dílu Antialkoránu si autor klade za cíl představit čtenářům islámské náboženství. Díl se skládá ze čtyř částí. V první z nich, nazvané Artikulové víry mahometské, předkládá velmi stručné poučení o islámském pohledu na některé základní náboženské pojmy, např. na Boha, nebe, ráj apod. Stěžejní částí je část druhá, ve které postupně shrnuje obsah jednotlivých kapitol Koránu, tzv. azoar (těch je dohromady 124). Ve třetí části je shrnutý obsah tří kratších muslimských textů. Čtvrtá část je nazvána O larvě náboženství tureckého a tvoří ji Budovcem převyprávěný obsah latinského anonymního spisu De moribus, religione, conditionibus et nequitia Turcorum, který je součástí latinské edice Koránu, s níž Budovec pracoval.
Jak již bylo uvedeno, stěžejní částí tohoto dílu je druhá část, kde Budovec „vykládá“ jednotlivé kapitoly Koránu. Jeho cílem ovšem není nezaujatý výklad, autor si z každé kapitoly vybírá pouze některé informace, které stručně shrnuje. Součástí je vždy i hodnocení, které má zpravidla podobu pohrdavého odsudku, což dobře ilustruje věta z předmluvy: „Než v Alkoránu, tak jakž ten nejhloupější (i odpolu blázen) pozná, jsou tak přespříliš hloupé a nechutné lži, že sama lež kdyby mluviti měla, musela by se za takové lži styděti, […] a kterýmžto básním tak nechutným smejšlím, že se všickni čerti v pekle smějí.“ Vše, co se v Koránu neshoduje s Biblí, Budovec hodnotí jako lži a Mahometa, kterého označuje za autora Alkoránu, pokládá za rouhače, který sám nevěřil tomu, co se v Koránu píše, a úmyslně se tak rouhal pravému Bohu. Na jeho adresu se také často poměrně entusiasticky vyjadřuje, např. ve výkladu o 12. azoaře píše: „příklad dává básnivý na Kainovi, že když Abele zabil, že jej krkavec z toho trestal. A vpravdě škoda, že pro tak zjevnou lež samého Mahometa krkavci nepotrestali a jeho se masa nenajedli, ale neujdeť ho jinší pokuta.“ V případě, že v Alkoránu Budovec nachází něco, co se s Biblí shoduje, označuje to za Mahometovu vychytralou snahu o věrohodnost, neboť, jak uvádí, „kdyby vždycky myší ecetera za pepř prodával a nikdy je pepřem nepromísil, ne tak by mnoho kupcův zejskal“. Z uvedených ukázek je vidět, že v této části používá autor poměrně expresivní jazyk, lze říci, že spíše než o výklad jednotlivých částí Koránu se jedná o soubor velmi příkrých odsudků toho, co se v Koránu píše.

### 2. díl:Odkrytí té larvy mahometské
V této části si autor klade za cíl ukázat pravou podstatu islámu, používá proto metaforu „larvy“, tedy divadelní masky, za kterou se tato pravá podstata skrývá. Podle Budovce je Korán úmyslně napsán ve staré arabské řeči, které v jeho době již skoro nikdo nerozumí, a je zakázáno jej překládat do tureckého jazyka, a to z toho důvodu, aby nikdo z věřících nezjistil, co se v něm ve skutečnosti skrývá. Podle autora tvoří totiž obsah Koránu tak zjevné lži, že kdyby si jej mohli věřící přečíst, okamžitě by od své víry upustili. Postupně jsou v této části představovány některé atributy Bible, které mají doložit její autoritu, a vždy je ukazováno, že Korán příslušné atributy postrádá, jedním z argumentů např. je, že Bible obsahuje mnohá proroctví, která se naplnila, zatímco v Koránu nic takového není.

### 3. díl:Circulus et Horologium operum et oeconomiae in mundo Dei, historicum, typicum et mysticum
Třetí díl je delší než oba předchozí a skládá se z několika poměrně samostatných částí. Autor se zde zabývá především křesťanstvím a předkládá ucelený křesťanský pohled na svět a život v něm. Čerpá přitom z mnohých předloh, především z děl reformačních myslitelů Kalvína, Luthera a Erasma Rotterdamského.
Rozbor jednotlivých částí třetího dílu:

#### Horologium lunare, to jestMěsíčnýkompast
Autor zde představuje své chápání času ve světě: před příchodem Krista odměřovaly čas měsíčné hodiny („měsíčný kompast“), po příchodu Krista, který je alegoricky chápán jako slunce, odměřují čas sluneční hodiny. Měsíční i sluneční čas sestávají vždy z dvanácti hodin. V této kapitole autor shrnuje události jednotlivých hodin času měsíčného, a to tak, jak je vypisuje Starý Zákon. Začíná hodinou první, kdy byl stvořen svět a došlo k prvnímu hříchu, a končí hodinou dvanáctou, tedy obdobím před narozením Krista.

#### Zrcadlo zMojžíšeaProrokůvvzaté
V této kapitole je stručně shrnut obsah jednotlivých knih Starého Zákona, od knih Mojžíšových po knihy jednotlivých Proroků.

#### Horologium Solare, to jest Slunečný kompast
Analogicky ke kompastu měsíčnému jsou zde ve dvanácti hodinách vypsány významné události od narození Krista až do autorovy současnosti, která se nachází v hodině jedenácté. Dvanáctá hodina tedy zahrnuje události budoucí, kam Budovec na základě biblického proroctví řadí příchod a porážku Antikrista, o němž podle Zjevení Janova mluví jako o Gogu a Magogu. Tímto předpověděným Gogem a Magogem jsou podle něj právě muslimové, kteří jsou tak součástí biblického proroctví a před posledním příchodem Krista je čeká krutá porážka.

#### Zrcadlo zNového Zákona
Zde je opět analogicky shrnut obsah knih Nového Zákona a jednotlivých epištol. Tato shrnutí jsou vždy rozdělena na části, které se věnují jednotlivým aspektům jejich obsahu. Zpravidla Budovec takto rozlišuje, co se v těchto knihách říká o Kristu, Duchu svatém, pravé církvi, zavedené církvi a o křesťanské morálce.

#### Kontrfekty (tj. portréty) dva
Na základě Bible zde Budovec krátce shrnuje charakteristiky Krista a Antikrista. Předpověděný Antikrist je opět ztotožněn s islámem.

#### Harmonia Starého a Nového Zákona
Zde autor krátce obhajuje tezi, že Starý Zákon je předobraz Nového Zákona a Nový Zákon je vysvětlením Starého Zákona. Dále ukazuje shody obou částí Bible na základních otázkách křesťanství.

#### OBohupravém
Krátká kapitola, kde autor pojednává o křesťanském Bohu. Především se zde soustředí na obhajobu boží trojjedinosti. Tak jako na více místech knihy odsuzuje ty, kteří učení o boží Trojici odmítají, především ariány, pod jejichž vlivem podle něj vznikl islám.

#### O předivných proměnách
V této části rozvíjí Budovec metaforu boží komedie ve světě. Na základě zkušenosti se lidem zdá, že vše ve světě se jakoby chaoticky mění, k čemuž se používá metafora „vichřice a metelice“. Ve skutečnosti však svět pevně řídí Bůh, který s ním hraje komedii. Lidé, představující postavy v této komedii, neznají předem své role, ty zná jen Bůh a lidem budou odhaleny až na konci světa. Co je však jisté, je skutečnost, že pro ty, kteří Bohu naslouchají, bude mít komedie dobrý konec, zatímco těm, kteří se mu protiví (tedy mimo jiné těm, kteří věří Mahometovi), se na konci změní v tragédii.

#### De apostatis, to jest O odpadlcích
Tato kapitola do značné míry odráží autorovu osobní zkušenost z pobytu v Cařihradu, kde vedl císařské poselstvo. Budovec zde píše o svých polemikách s těmi, kteří odpadli od křesťanské víry k islámu. Takové lidi pokládá za pokrytce, kteří ve skutečnosti v žádného boha nevěří a pouze se naoko přiklánějí k té víře, která je pro ně pohodlnější. Odpadlictví přitom autor pokládá za největší zločin, kterého se může člověk dopustit.

#### O rytíři křesťanském
Jedná se o závěrečnou kapitolu, ve které autor chce dát lidem příklad, jak správně žít. Ideálem je tu alegorický obraz rytíře, který nesmí hledět na vichřice a metelice světa a musí bojovat proti svému tělu, proti ďáblu, a především proti Antikristu, Gogu a Magogu, tedy proti muslimům. Tento boj musí mít dvě stránky, duchovní i materiální, a bez žádné z nich se nelze obejít („rytíř křesťanský s mahometány bojující bez známosti Krista jest mrtvý, slepý, nesvítí, jest bez pravé síly“). Válečná symbolika je zde dále rozvíjena a vrcholí „posledním obdaňkem“, tj. propuštěním z boje, kdy Bůh nadělí každému podle jeho zásluh.

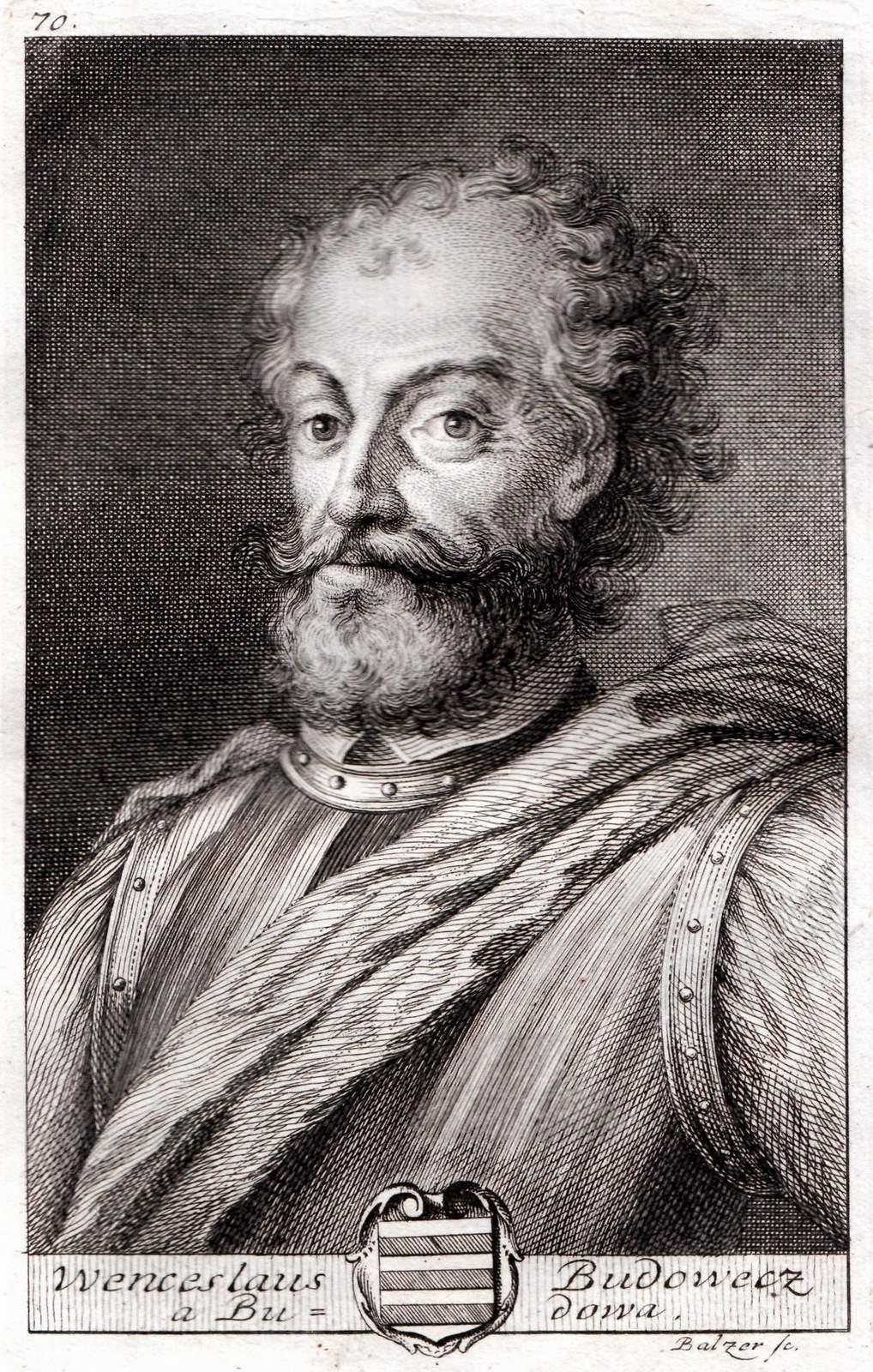
Václav Budovec z Budova

## Ideové vyznění díla
Zásadní myšlenkou textu je potřeba bojovat proti Antikristu (Gogu a Magogu), předpověděnému v Bibli, jehož ztělesněním jsou podle Budovce muslimští Turci. Křesťané by měli zanechat svých vnitřních sporů (tj. sporů mezi katolicismem a reformačními směry) a měli by se sjednotit proti společnému nepříteli, který je ohrožuje. Mezi křesťany ovšem autor nepočítá ariány, sociniány ani jakékoli jiné antitrinitáře, křesťan je podle něj jen ten, kdo se dovede sklonit před tajemstvím svaté Trojice (ostatní jsou rouhači stejně jako muslimové).
Islám podle Budovce vznikl pod vlivem ariánství a jeho autor, Mahomet, byl rouhač, který sám nevěřil tomu, co hlásal. Muslimové vnějškově vypadají jako lidé zbožní, ale celé jejich náboženství spočívá toliko ve vnějších ceremoniích, jednotnost muslimů není dokladem pravosti víry, ale naopak důkazem lhostejnosti a toho, že víra je jen předstíraná, neboť kdyby lidem skutečně šlo o víru, tak by cítili potřebu o ní diskutovat. Spory mezi katolíky a reformátory jsou pak dokladem toho, že křesťané skutečně myslí své náboženství vážně.
Korán je podle autora snůškou tak otevřených lží, že je dokonce zakázáno jej překládat do srozumitelného jazyka, aby se věřící nedozvěděli, co se v něm píše. Jak upozorňuje autorka předmluvy k novodobému vydání textu Noemi Rejchrtová, souvisí tato představa s Budovcovým protestantismem, jehož podstatným rysem je princip sola scriptura, neboť autor zde islámu vyčítá, že se namísto svého posvátného textu řídí pozdějšími předpisy. Nejvíce autor na islámu kritizuje skutečnost, že schvaluje tělesné rozkoše (které jsou dokonce součástí muslimského ráje, „kdežto všeliké rozkoše tělesné od jídla a pití, též i pěkný fraucimer jmíti budou“). Touto tolerancí k tělesným rozkoším svádí islám „jalové křesťany“, kteří tak často od pravé víry z pohodlnosti odpadají. Takoví odpadlíci jsou pak ve skutečnosti ateisty, neboť žádnému Bohu nevěří. Povinností pravého křesťana je proti muslimským Turkům (kteří v té době akutně ohrožovali střední Evropu) ze všech sil bojovat, a to jak materiálně, tak duchovně. A právě k tomuto duchovnímu boji chtěl Budovec svým Antialkoránem přispět.

## Styl textu
V souvislosti se stylem je třeba zmínit zejména dvě skutečnosti. Především jde o fakt, že důležitou roli hrají v textu ilustrace. Metaforickou (alegorickou) ilustrací jsou uvozeny téměř všechny kapitoly, přičemž text kapitoly často začíná jejich výkladem.
Druhým zajímavým rysem Budovcova stylu je opakování. Autor si přítomnost tohoto rysu nejen uvědomuje, ale přímo si na ní zakládá: „Jiní řeknou, že jsem tautologus, totiž jednu věc často opakuji, na čež dám takovým s svatým Pavlem odpověď, že jest to, což k vzdělání slouží, posluchačům užitečné.“ Teze, které autor pokládá za závažné, (tedy např. že Korán je snůškou lží, že se mu v pekle všichni čerti smějí, že Mahomet je rouhač a svému učení sám nevěřil apod.) jsou v textu mnohokrát v různých obměnách opakovány, aby se čtenářům dobře vryly do paměti.

## Tisk
První tisk díla vyšel roku 1614 u Jana Schumanna s titulem ANTI-ALKORAN. To gest: Mocnj a nepřemoženj důwodowé toho, že Alkorán Turecký z ďábľa posseľ, a to půwodem Aryánů s wědomým proti Duchu Swatému rauhánjm. To se prokazuge: Od Vrozeného Pána, Pana Wacľawa Budowce z Budowa, a na Hradissti, Zásadce a Klássteře / Geho miľosti Cýsařské Raddy. M.DC.XIIII [= 1614]. (S Powolenjm Wrchnosti od Panů Defensorů k tomu nařjzené: Wytisstěno w Starém Městě Pražském w Jmpressý Ssumanské / w Domě, genž sľowé v Cžerweného Gelena, w Ponděli po Swatém Martinu. Léta Páně, M.DC.XIV.). [= 13. listopadu 1614], v Knihopisu evidován pod číslem K01360.